# Cantone di La Ferté-Frênel
Il Cantone di La Ferté-Frênel era una divisione amministrativa dell'arrondissement di Argentan.
È stato soppresso a seguito della riforma complessiva dei cantoni del 2014, che è entrata in vigore con le elezioni dipartimentali del 2015.
Comprendeva i comuni di:
- Anceins
- Bocquencé
- Couvains
- La Ferté-Frênel
- Gauville
- Glos-la-Ferrière
- La Gonfrière
- Heugon
- Monnai
- Saint-Evroult-Notre-Dame-du-Bois
- Saint-Nicolas-des-Laitiers
- Saint-Nicolas-de-Sommaire
- Touquettes
- Villers-en-Ouche